# Dur-Papsukkal
Dur-Papsukkal (akad. Dūr-Papsukkal, zapisywane urubàd-dpap-sukal, tłum. „Twierdza boga Papsukkala”) – w 1 połowie I tys. p.n.e. miasto w dolinie rzeki Dijali, we wschodniej Babilonii.
Dur-Papsukkal wzmiankowane jest w jednej z inskrypcji asyryjskiego króla Szamszi-Adada V (824-811 p.n.e.), we fragmencie poświęconym jego wyprawie wojennej do Babilonii w 814 r. p.n.e. W inskrypcji tej Szamszi-Adad V nazywa je „królewskim miastem, które niczym rzeczna łąka leży w strumieniu wód” i stwierdza dalej, iż ze względu na swe położenie nie było ono łatwo dostępne dla jego oddziałów. Pomimo tych przeszkód armii asyryjskiej udało się zdobyć Dur-Papsukkal:
„W trakcie mego pochodu zdobyłem to miasto, kładąc mym mieczem 13.000 jego żołnierzy. Spowodowałem, że ich krew spływała jak rzeka po placu ich miasta. Ciała zmarłych wojowników zebrałem i ułożyłem w stosy. 3000 (żołnierzy) pojmałem żywcem. Zabrałem z tego miasta jego królewskie łoże, jego królewską sofę, skarbiec jego pałacu, jego kobiety pałacu, jego własność, majątek, bogów, oraz wszystko inne warte wzięcia z jego pałacu, w niezliczonej ilości. Jego pojmanych wojowników spędziłem jak szarańczę (i dołączyłem) do armii mego kraju. Spaliem, zburzyłem i zniszczyłem to miasto”
Dalszy pochód armii asyryjskiej zatrzymało przybycie pod Dur-Papsukkal armii babilońskiego króla Marduk-balassu-iqbi, którego wsparły posiłki przysłane przez Chaldejczyków, Aramejczyków, Elamitów i mieszkańców krainy Namri. Szamszi-Adad V twierdzi wprawdzie w swej inskrypcji, iż w bitwie pod Dur-Papsukkal odniósł zdecydowane zwycięstwo, ale nie jest to wcale takie pewne, biorąc pod uwagę fakt, iż w następnym roku ponownie musiał wyprawić się przeciw Babilonii. Tym razem armia babilońska została rozbita, a Marduk-balassu-iqbi pojmany i deportowany do Asyrii. W 812 r. p.n.e. Szamszi-Adad V ponownie uderzył na Babilonię, rządzoną przez nowego władcę Baba-aha-iddinę. Zgodnie z Kroniką synchronistyczną łupem Szamszi-Adada V padło wówczas szereg babilońskich miast, w tym i Dur-Papsukkal. Baba-aha-iddina, podobnie jak jego poprzednik, został pojmany i zabrany do Asyrii.